# Карабанчель

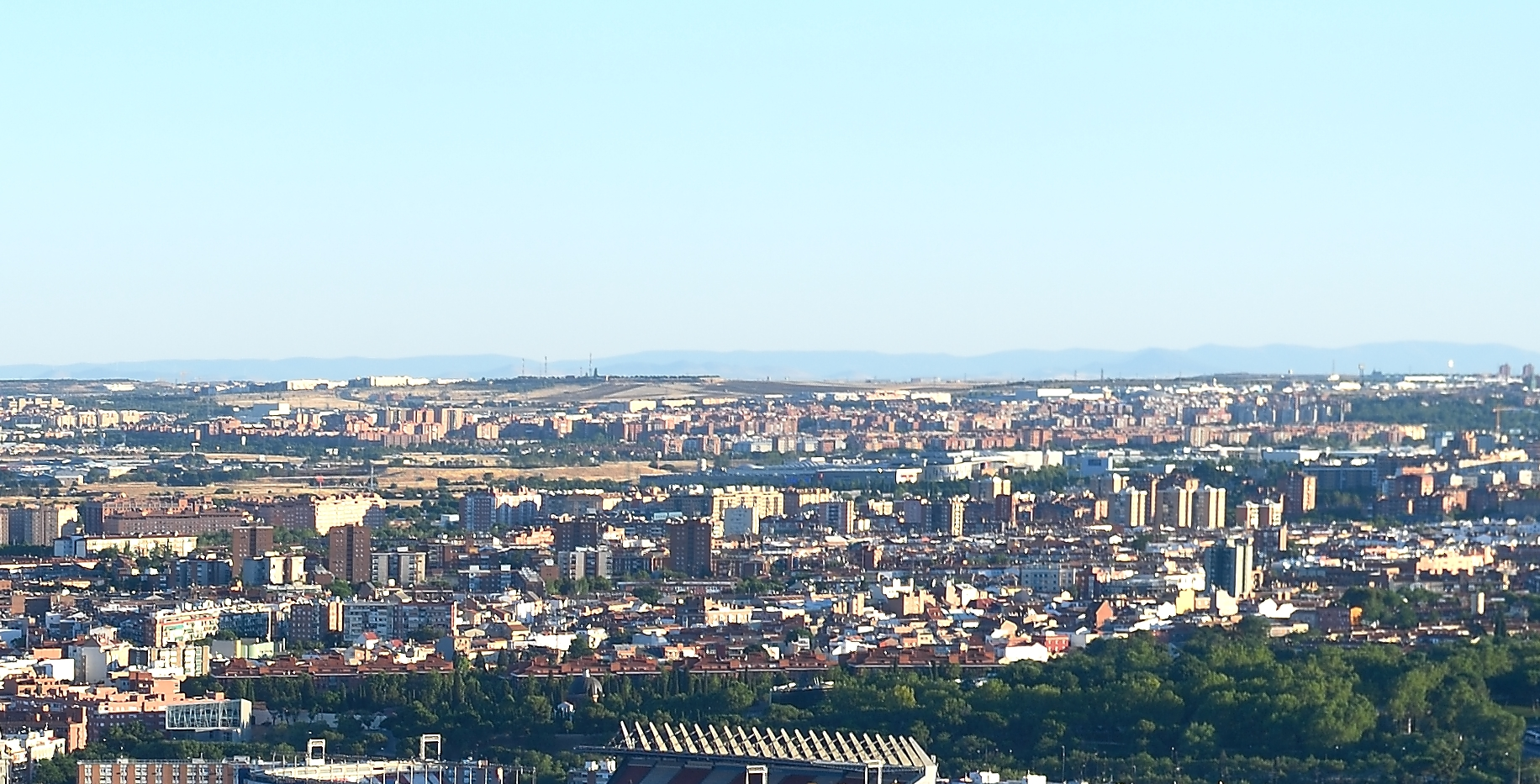

Карабанчель — район Мадрида, Испания. Он расположен на южном (правом) берегу Мансанареса, простираясь на юг до кольцевой дороги М-40.
В 2018 году в нем проживало 243 959 жителей, что делает его самым густонаселенным районом столицы.
Район получил свое название от старых муниципалитетов Карабанчель-Бахо и Карабанчель-Альто, которые были присоединены к Мадриду в 1948 году.

## История
Судя по археологическим находкам, поселения на террасах реки Мансанарес существовали уже в доисторические времена, начиная с палеолита. При этом к настоящему времени не обнаружено свидетельств поселений в этом районе в периоды древнего Рима или вестготов. Однако, существовало римское почтовое отделение (лат. mansio) под названием Miacium, расположенное над дорогой, соединяющей нынешние Титульсию и Сеговию.
Во время гражданской войны Карабанчель стал ареной ожесточенных боев, особенно в ноябре 1936 года, во время битвы за Мадрид, когда националистические войска пытались пробиться в этот район. Непривычные к уличным боям, они понесли тяжелые потери. До конца осады Мадрида, пока республиканский Мадрид не пал в марте 1939 года,- линия фронта проходила по улицам Карабанчеля.
Здесь находилась тюрьма Карабанчель — самая известная тюрьма Испании,- место, где в эпоху Франко содержалось множество политических заключенных. Тюрьма была закрыта в 1998 году.
В Карабанчеле живет много мигрантов и их потомков, рожденных уже в Испании. В основном это выходцы из Северной Африки, но также и из Южной Америки и Восточной Европы.
В этом районе расположен военный госпиталь Гомес Улла (исп. Hospital Militar Gómez Ulla), ранее известный как госпиталь Карабанчель.
В Карабанчеле находится открытое в 1854-м году Британское кладбище.

## Административное деление

Административное деление района

Территория районов Карабанчель и Латина принадлежала бывшим муниципалитетам Карабанчель-Альто и Карабанчель-Бахо. Они были присоединены к Мадриду в 1948 году и преобразованы в единый район под названием Карабанчель.

Район состоит из 7 подрайонов (исп. barrios):
- Абрантес (исп. Abrantes),
- Буэнависта (исп. Buenavista),
- Комильяс (исп. Comillas),
- Опаньель (исп. Opañel),
- Пуэрта Бонита (исп. Puerta Bonita),
- Сан-Исидро (исп. San Isidro),
- Виста Алегре (исп. Vista Alegre)